# Буха (Йена)
Буха (нем. Bucha) — община в Германии, в земле Тюрингия.
Входит в состав района Заале-Хольцланд. Подчиняется управлению Зюдлихес Залеталь. Население составляет 1132 человека (на 31 декабря 2010 года). Занимает площадь 21,00 км².